# Cicouro
Cicouro (Portugees) of Cicuiro Mirandees) is een plaats (freguesia) in de Portugese gemeente Miranda do Douro en telt 105 inwoners (2001).